# TCSホールディングス
TCSホールディングス株式会社（英文社名：TCS HOLDINGS CO.,LTD. / 略称：TCS-HDは、東京都中央区に本社を置き、株式会社マーブルを中心としたTCSグループの持株会社である。

## 沿革
- 1971年3月　千代田区駿河台にて創業。
- 1974年9月　株式会社として設立。
- 1998年　米国法人Total Computing Solusions of America, Inc.(TCS-America)設立（カリフォルニア州）。
- 1999年　武藤工業株式会社と業務資本提携。株式会社テクノバと業務資本提携。
- 2002年　アンドール株式会社と業務資本提携。
- 2003年　株式会社テクノ・セブンと業務資本提携。
- 2004年　株式会社アイレックスと業務資本提携。
- 2005年　本社を中央区日本橋に移転。東京コンピュータサービス株式会社を会社分割し、TCSホールディングス株式会社に改称。ホールディングスカンパニーへ移行。
- 2007年　武藤工業株式会社は会社分割により持株会社体制へ移行し、MUTOHホールディングス株式会社に商号変更。事業承継会社として新たに武藤工業株式会社を設立。
- 2012年　株式会社セコニックは会社分割により、持株会社体制へ移行し株式会社セコニックホールディングスに商号変更。事業承継会社として新たに株式会社セコニック（2代）を設立。
- 2018年　日東通信機株式会社を完全子会社化。
- 2019年　株式会社セコニックホールディングスが株式会社セコニック（2代）などを吸収合併し、株式会社セコニック（3代）へ商号変更。
- 2021年　子会社のTCSカンパニーズ株式会社を通じ、アンドール株式会社、株式会社テクノ・セブン、株式会社アイレックスを完全子会社化。
- 2022年　子会社のTCSアライアンス株式会社を通じ、株式会社セコニック（3代）を子会社化。
- 2023年　ソフト系子会社13社を統合し、新会社設立を発表。
- 2024年　ソフト系子会社13社を統合し、株式会社marble発足。
- 2025年　コムシス株式会社が株式会社marbleに統合。

## TCSグループ企業

### 株式会社marble
- Total Computing Solusions of America, Inc

### MUTOHホールディングス株式会社
- 武藤工業株式会社
- ムトーアイテックス株式会社
- 株式会社ムトーエンタープライズ
- ムトーアメリカ社
- ムトーヨーロッパ社
- ムトードイツ社
- ムトーノースヨーロッパ社
- ムトーオーストラリア社
- ニッポー株式会社

### 株式会社セコニック[2]
- SEKONIC (HONG KONG) CO., LTD.
- HUIZHOU SEKONIC TECHNOLOGIES CO., LTD.
- テストデータシステム株式会社

## 不祥事

### 労働組合問題
吸収した会社のうちのいくつか（セコニック、日本コンベヤなど）に元々存在していた労働組合に対し、いわゆる「組合つぶし」を行うことが多く、多数の労働組合との間に問題を抱えている。
- ユニオンショップ（ユ・シ）条項の破棄
- 同意条項の削除
- 便宜供与の削除

など

### 企業乗っ取り
買収したNCホールディングスから企業乗っ取りであるとして指摘され、係争にまで発展した。NCホールディングスの株主総会ではTCSからの株主提案が否決された。一連の騒動は雑誌でも取り上げられた。